# Bärbel Wöckel
Bärbel Wöckel (geboren als Bärbel Eckert; Leipzig, 21 maart 1955), is een voormalige Duitse sprintster, die was gespecialiseerd op de 200 m. Ze behoort tot de meest succesvolle Duitse sprintsters ooit. Op internationale wedstrijden vertegenwoordigde ze de Duitse Democratische Republiek (DDR) en haar grootste prestaties leverde ze op de 4 x 100 m estafette. Ze verbeterde tijdens haar atletiekcarrière vijfmaal het wereldrecord en bezat tot 2012 het olympisch record in deze discipline. Ze werd viermaal olympisch kampioene, zowel tweemaal op de estafette als tweemaal op de 200 m.

## Loopbaan
Haar eerste grote succes boekte Wöckel in 1974 met het winnen van een gouden medaille op de 4 x 100 m estafette op de Europese kampioenschappen in Rome. Met haar teamgenotes Doris Maletzki, Renate Stecher en Christina Heinich verbeterde ze het wereldrecord naar 42,51 s.
In 1976 maakte Bärbel Wöckel haar olympische debuut op de Olympische Spelen van Montreal, waarbij ze de DDR vertegenwoordigde. Op de 200 m won ze direct een gouden medaille door met een tijd van 22,37 Annegret Richter uit de Bondsrepubliek (zilver; 22,39) en haar landgenote Renate Stecher (brons; 22,47) te verslaan. Ook op de 4 x 100 m estafette was ze met haar teamgenotes Marlies Oelsner, Renate Stecher en Carla Bodendorf succesvol en won ze goud. In de olympische recordtijd van 42,55 versloeg zij als slotloopster met slechts 4 honderdste van een seconde het estafetteteam uit de Bondsrepubliek Duitsland. Het brons ging naar de Sovjet-Unie met een tijd van 43,09.
Vier jaar later op de Olympische Spelen van 1980 in Moskou prolongeerde Wöckel haar olympische titel op de 4 x 100 m estafette, deze keer met Romy Müller, Ingrid Auerswald en Marlies Göhr als teamgenotes. Hun winnende tijd van 41,60 was goed voor een wereldrecord. Tot 2012 gold deze tijd tevens als olympisch record.
Bärbel Wöckel was aangesloten bij SC Motor Jena. Tegenwoordig leidt ze de jeugdafdeling van de Duitse atletiekbond.

## Doping
In de DDR werd talentvolle sporters structureel doping toegediend in het kader van het Staatsplanthema 14.25. Uit onderzoeken die na de Duitse hereniging werden gedaan, bleek dat Wöckel in ieder geval in 1983 en 1984 hoge doses van het middel Oral-Turinabol toegediend heeft gekregen. Haar teamgenote Ines Geipel heeft zich later, in tegenstelling tot Wöckel, van het dopinggebruik gedistantieerd.

## Titels
- Olympisch kampioene 200 m - 1976, 1980
- Olympisch kampioene 4 x 100 m - 1976, 1980
- Europees kampioene 200 m - 1982
- Europees kampioene 4 x 100 m - 1974
- Oost-Duits kampioene 200 m - 1976, 1977, 1980, 1981
- Oost-Duits indoorkampioene 200 m - 1984

## Records

### Persoonlijke records
Outdoor
| Onderdeel | Tijd  | Datum        | Plaats  |
| --------- | ----- | ------------ | ------- |
| 100 m     | 10,95 | 1 juli 1982  | Dresden |
| 200 m     | 21,85 | 21 juli 1981 | Potsdam |
| 400 m     | 49,56 | 30 mei 1982  | Erfurt  |

### Wereldrecords
| Afstand             | Tijd (s) | Datum      | Plaats  | Team                                                          |
| ------------------- | -------- | ---------- | ------- | ------------------------------------------------------------- |
| 4 x 100 m estafette | 42,6     | 24.08.1974 | Berlijn | Doris Maletzki Renate Stecher Christina Heinich Bärbel Eckert |
| 4 x 100 m estafette | 42,51    | 08.09.1974 | Rome    | Doris Maletzki Christina Heinich Bärbel Eckert Renate Stecher |
| 4 x 100 m estafette | 42,09    | 09.07.1980 | Berlijn | Romy Müller Bärbel Wöckel Ingrid Auerswald Marlies Göhr       |
| 4 x 100 m estafette | 41,85    | 13.07.1980 | Potsdam | Marlies Göhr Ingrid Auerswald Bärbel Wöckel Romy Müller       |
| 4 x 100 m estafette | 41,60    | 01.08.1980 | Moskou  | Marlies Göhr Romy Müller Ingrid Auerswald Bärbel Eckert       |

## Palmares

### 100 m
- 1982:  EK - 11,20 s

### 200 m
- 1976:  Oost-Duitse kamp. - 22,91 s
- 1976:  OS - 22,37 s
- 1977:  Oost-Duitse kamp. - 22,66 s (RW)
- 1977:  Europacup - 22,99 s
- 1977:  Wereldbeker - 23,02 s
- 1980:  Oost-Duitse kamp. - 22,01 s
- 1980:  OS - 22,03 s
- 1981:  Oost-Duitse kamp. - 22,07 s
- 1981:  Europacup - 22,19 s
- 1981:  Wereldbeker - 22,41 s
- 1982:  EK - 22,04 s
- 1984:  Oost-Duitse indoorkamp. - 22,7 s
- 1984:  Vriendschapsspelen - 22,15 s

### 4 x 100 m
- 1974:  EK in Rome - 42,51 (WR)
- 1976:  OS - 42,55 s (OR)
- 1977:  Wereldbeker in Düsseldorf - 42,51 s
- 1980:  OS - 41,60 s (WR)
- 1982:  EK - 42,19

## Onderscheidingen
- Vaderlandse Orde van Verdienste in brons - 1974
- Vaderlandse Orde van Verdienste in zilver - 1976
- Vaderlandse Orde van Verdienste in goud – 1980, 1984

1948: Fanny Blankers-Koen ·
1952: Marjorie Jackson ·
1956: Betty Cuthbert ·
1960: Wilma Rudolph ·
1964: Edith McGuire ·
1968: Irena Szewińska ·
1972: Renate Stecher ·
1976: Bärbel Eckert ·
1980: Bärbel Wöckel ·
1984: Valerie Brisco-Hooks ·
1988: Florence Griffith-Joyner ·
1992: Gwen Torrence ·
1996: Marie-José Pérec ·
2000: Pauline Davis-Thompson ·
2004: Veronica Campbell ·
2008: Veronica Campbell ·
2012: Allyson Felix ·
2016: Elaine Thompson ·
2020: Elaine Thompson ·
2024: Gabrielle Thomas
1928: Rosenfeld, Smith, Bell, Cook ·
1932: Carew, Furtsch, Rogers, Von Bremen ·
1936: Bland, Rogers, Robinson, Stephens ·
1948: Stad-de Jong, Witziers-Timmer, van der Kade-Koudijs, Blankers-Koen ·
1952: Faggs, Jones, Moreau, Hardy ·
1956: Strickland, Croker, Mellor, Cuthbert ·
1960: Hudson, Williams, Jones, Rudolph ·
1964: Ciepły, Kirszenstein, Górecka, Kłobukowska ·
1968: Ferrell, Bailes, Netter, Tyus ·
1972: Krause, Mickler-Becker, Richter, Rosendahl ·
1976: Oelsner, Stecher, Bodendorf, Eckert ·
1980: Müller, Wöckel, Auerswald, Göhr ·
1984: Brown, Bolden, Cheeseborough, Ashford ·
1988: Brown, Echols, Griffith-Joyner, Ashford ·
1992: Ashford, Jones, Guidry, Torrence ·
1996: Devers, Miller, Gaines, Torrence ·
2000: Fynes, Sturrup, Davis, Ferguson ·
2004: Lawrence, Simpson, Bailey, Campbell ·
2008: Borlée, Mariën, Ouédraogo, Gevaert ·
2012: Madison, Felix, Knight, Jeter ·
2016: Madison, Felix, Gardner, Bowie ·
2020: Williams, Thompson-Herah, Fraser-Pryce, Jackson ·
2024: Jefferson, Terry, Thomas, Richardson